# Kicki Kjellin
Anna Kristina "Kicki" Kjellin, född 21 augusti 1970 i Staffanstorp, är en svensk filmregissör.

## Filmografi

### Spelfilmer
- 2003: Överallt & ingenstans
- 2008: Honungsfällan
- 2014: Kärlek deluxe

### TV-serier
- 2002-2003: Spung
- 2009: Mia och Klara (Säsong 2 - Avsnitt 3)[2]
- 2009: Playa del Sol (Säsong 2)

### Dokumentärfilmer
- 2003: Jimmy Böljas fantasitrubadurpopskola
- 2004: Alla bara försvinner